# هاکوسان
هاکوسان در استان ایشیکاوا در کشور ژاپن  واقع شده است  که دارای جمعیت ۱۱۰٬۵۶۳ نفر و مساحت ۷۵۵٫۱۷ کیلومتر مربع با تراکم جمعیت 146  نفر در کیلومترمربع است و در تاریخ ۱ فوریه ۲۰۰۵ به عنوان شهر شناخته شد.